# 칼룽구구

칼룽구구의 위치

칼룽구구(Kalungu)는 우간다의 구로 행정 중심지는 칼룽구이며 면적은 811.6 km2, 인구는 177,200명(2012년 기준)이다. 행정 구역상으로는 중부주에 속한다. 북쪽으로는 곰바구, 북동쪽으로는 부탐발라구, 동쪽으로는 음피기구, 남쪽으로는 마사카구, 서쪽으로는 부코만심비구와 접한다.